# Saint George Sports Club
El Saint George Sports Club (en amárico, ቅዱስ ጊዮርጊስ ስፖርት ክለብ, Kidus Giorgis Sport Club) es un club de fútbol profesional de Etiopía que juega en la Liga etíope de fútbol, la competición de fútbol más importante del país. Fue fundado en 1936 en la capital Adís Abeba por Ayele Atnash y George Dukas durante la invasión de la Italia fascista en 1935.

## Palmarés
- Liga etíope de fútbol: 31

1950, 1966, 1967, 1968, 1971, 1975, 1985, 1986, 1987, 1990, 1991, 1992, 1994, 1995, 1996, 1999, 2000, 2002, 2003, 2005, 2006, 2008, 2009, 2010, 2012, 2014, 2015, 2016, 2017, 2022, 2023
- Copa etíope de fútbol: 10

1952, 1953, 1957, 1973, 1974, 1977, 1993, 1999, 2011, 2016
- Finalista: 1

1998
- Supercopa de Etiopía: 13

1985, 1986, 1987, 1990, 1994, 1995, 1996, 2002, 2003, 2005, 2006, 2009, 2015

## Participación en competiciones de la CAF

### Liga de Campeones de la CAF
| Temporada | Ronda          | Club                 | Casa  | Visita | Global     |
| --------- | -------------- | -------------------- | ----- | ------ | ---------- |
| 1997      | 1              | Zamalek SC           | 1-1   | 0-2    | 1-3        |
| 2000      | Preliminar     | Villa SC             | 3-0   | 2-2    | 5-2        |
| 2000      | 1              | Vital'O FC           | 1-2   | 2-2    | 3-4        |
| 2001      | 1              | Tusker FC            | 1-1   | 0-0    | 1-1 (a)    |
| 2003      | Preliminar     | Rayon Sport FC       | 1-3   | 1-0    | 2-3        |
| 2004      | Preliminar     | Al Hilal Omdurmán    | 1-2   | 1-1    | 2-3        |
| 2006      | Preliminar     | ENPPI Club           | 1-0   | 0-0    | 1-0        |
| 2006      | 1              | Hearts of Oak        | 0-4   | 0-2    | 0-6        |
| 2007      | Preliminar     | ESCOM United         | w.o.1 | w.o.1  | w.o.1      |
| 2007      | 1              | Étoile du Congo      | 1-0   | 0-2    | 1-2        |
| 2010      | Preliminar     | Al-Merrikh SC        | 1-1   | 1-3    | 2-4        |
| 2011      | Preliminar     | CR Caála             | 1-0   | 0-2    | 1-2        |
| 2013      | Preliminar     | Jamhuri FC           | 5-0   | 3-0    | 8-0        |
| 2013      | 1              | Djoliba AC           | 2-1   | 1-1    | 3-2        |
| 2013      | 2              | Zamalek SC           | 2-2   | 1-1    | 3-3 (a)    |
| 2015      | Preliminar     | MC El Eulma          | 2-1   | 0-1    | 2-2 (a)    |
| 2016      | Preliminar     | St Michel United FC  | 3-0   | 1-1    | 4-1        |
| 2016      | 1              | TP Mazembe           | 2-2   | 0-1    | 2-3        |
| 2017      | Preliminar     | Côte d'Or FC         | 3-0   | 2-0    | 5-0        |
| 2017      | 1              | AC Léopards          | 2-0   | 1-0    |            |
| 2017      | Fase de grupos | Espérance ST         | 0-0   | 0-4    | 3.er lugar |
| 2017      | Fase de grupos | Mamelodi Sundowns FC | 0-1   | 0-0    | 3.er lugar |
| 2017      | Fase de grupos | AS Vita Club         | 1-0   | 1-2    | 3.er lugar |
| 2018      | Preliminar     | Wau Salaam FC        | w.o.2 | w.o.2  | w.o.2      |
| 2018      | 1              | KCCA FC              | 0-0   | 0-1    | 0-1        |
| 2022/23   | 1              | Al-Hilal Omdurmán    | 2-1   | 0-1    | 2-2 (a)    |
| 2023/24   | 1              | KMKM                 | 3-1   | 2-1    | 5-2        |
| 2023/24   | 2              | Al-Ahly SC           | 0-3   | 0-4    | 0-7        |

1- ESCOM United abandonó el torneo.

2- Wau Salaam abandonó el torneo.

### Copa Africana de Clubes Campeones
| Temporada | Ronda            | Club               | Casa  | Visita | Global      |
| --------- | ---------------- | ------------------ | ----- | ------ | ----------- |
| 1967      | 1                | Bitumastic         | w.o.1 | w.o.1  | w.o.1       |
| 1967      | Cuartos de final | El-Olympi          | 3-2   | 2-0    | 5-2         |
| 1967      | Semifinales      | TP Mazembe         | 2-1   | 1-3    | 3-4         |
| 1968      | 1                | Abaluhya United    | 1-3   | 1-1    | 2-4         |
| 1969      | 1                | Young Africans SC  | 0-0   | 0-5    | 0-5         |
| 1972      | 1                | Lavori Publici     | 3-1   | 1-1    | 4-2         |
| 1972      | 2                | Simba FC           | 1-1   | 0-4    | 1-5         |
| 1976      | 1                | Luo Union          | 0-2   | 1-3    | 1-5         |
| 1986      | 1                | Kenya Breweries    | 2-1   | 0-0    | 2-1         |
| 1986      | 2                | Nkana FC           | 0-0   | 0-0    | 0-0 (3-4 p) |
| 1991      | 1                | Al-Ahly            | w.o.2 | w.o.2  | w.o.2       |
| 1992      | Preliminar       | Al Ittihad Tripoli | 2-1   | 0-3    | 2-4         |
| 1993      | Preliminar       | Malindi FC         | 1-1   | 0-1    | 1-2         |
| 1996      | Preliminar       | Sunshine FC        | 1-0   | 1-2    | 2-2 (a)     |
| 1996      | 1                | Al Hilal Omdurmán  | 1-0   | 0-0    | 1-0         |
| 1996      | 2                | CS Sfaxien         | 1-0   | 0-3    | 1-3         |

1- Bitumastic abandonó el torneo.

2- Saint George abandonó el torneo.

### Copa Confederación de la CAF
| Temporada | Ronda          | Club             | Casa | Visita | Global      |
| --------- | -------------- | ---------------- | ---- | ------ | ----------- |
| 2012      | Preliminar     | AS Mangasport    | 4-0  | 1-0    | 5-0         |
| 2012      | 1              | Club Africain    | 1-1  | 0-2    | 1-3         |
| 2013      | 3              | ENPPI Club       | 2-0  | 1-3    | 3-3 (a)     |
| 2013      | Fase de grupos | CS Sfaxien       | 1-3  | 0-0    | 4.º lugar   |
| 2013      | Fase de grupos | Étoile du Sahel  | 0-0  | 1-2    | 4.º lugar   |
| 2013      | Fase de grupos | Stade Malien     | 2-0  | 0-1    | 4.º lugar   |
| 2018      | 2              | CARA Brazzaville | 1-0  | 0-1    | 1-1 (3-4 p) |

### Copa CAF
| Temporada | Ronda | Club            | Casa | Visita | Global |
| --------- | ----- | --------------- | ---- | ------ | ------ |
| 2002      | 1     | KCC             | 1-0  | 0-0    | 1-0    |
| 2002      | 2     | Étoile du Sahel | 2-1  | 3-8    | 4-9    |

### Recopa Africana
| Temporada | Ronda      | Club                    | Casa  | Visita | Global      |
| --------- | ---------- | ----------------------- | ----- | ------ | ----------- |
| 1975      | 1          | Al-Ittihad Al-Iskandary | 0-0   | 0-2    | 0-2         |
| 1978      | Preliminar | Simba FC                | 1-1   | 1-1    | 2-2 (4-5 p) |
| 1994      | 1          | Al-Ahly                 | w.o.1 | w.o.1  | w.o.1       |
| 1994      | 2          | Olympique Béja          | 2-0   | 0-3    | 2-3         |

1- Al-Ahly abandonó el torneo.